# Obidowiec (szczyt)

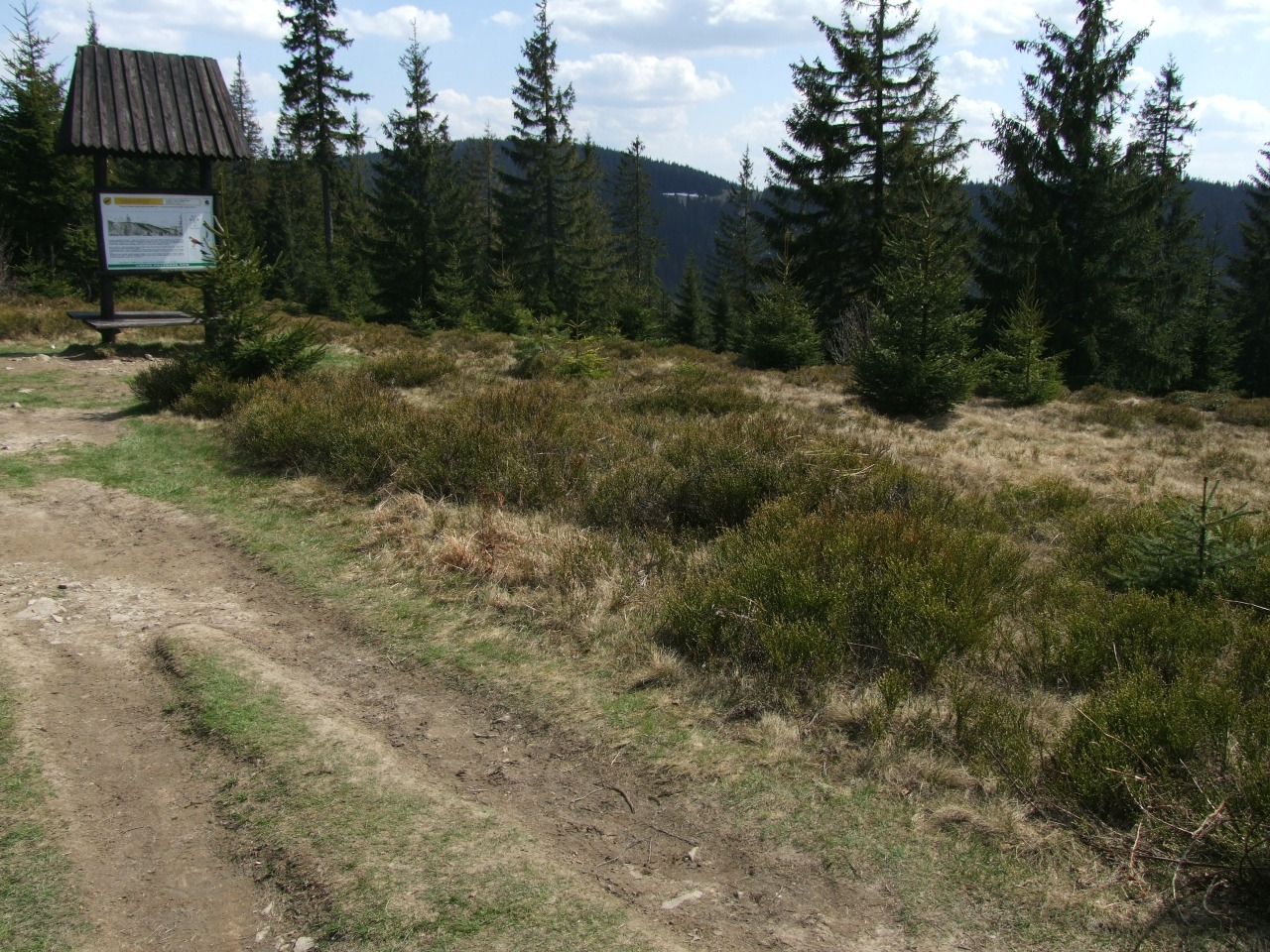
Polana Obidowiec

Obidowiec (1104,6 m) – szczyt w głównym grzbiecie Gorców, ciągnącym się od Turbacza poprzez Rozdziele, Obidowiec, Groniki, Stare Wierchy, Jaworzynę, Skałkę, Obidową i Kułakowy Wierch do Przełęczy Sieniawskiej. Grzbietem tym biegnie Dział wód między Rabą a Dunajcem oraz znakowany szlak turystyki pieszej i rowerowej. Północno-zachodnie stoki Obidowca opadają do doliny Porębianki, północno-wschodnie do doliny Podobidowca, a południowe do potoku Obidowiec. Szczyt jest zwornikiem dla biegnącego w kierunku północnym bocznego grzbietu kulminującego w Suhorze i Tobołowie. W rejonie wierzchołka znajduje się widokowa polana Obidowiec.
Obidowiec znajduje się na obszarze Gorczańskiego Parku Narodowego. Przebiega przez niego granica między wsiami Obidowa w powiecie nowotarskim(stok południowy) i Poręba Wielka w powiecie limanowskim (stok północny).
Grzbiet Obidowca porasta las świerkowy, jednak z polany Obidowiec, innych mniejszych polanek i prześwitów między drzewami otwierają się widoki na Tatry, Beskid Wyspowy i pobliskie szczyty Gorców. Widok na Tatry tak opisał piewca Podhala Władysław Orkan: Stały przed nim w ogniu zachodzącego słońca: olbrzymie, krwawe....Zdawało się, że wyskakują prosto w niebo ogromem rdzawych ścian porysowanych, przebijając błękit w górze ostrymi szczytami.
Na grzbiecie Obidowca (w kierunku Turbacza) tuż przy szlaku znajduje się pomnik postawiony na miejscu katastrofy samolotu sanitarnego, który w tym miejscu rozbił się 25 maja 1973 r. Pomnik złożony jest ze szczątków samolotu (zobacz: katastrofa lotnicza na Obidowcu). Obok niego na długości ok. 200 m ciągnie się linia skalnych ambon i odsłonięcie zlepieńców i piaskowców, tzw. Skałki Skalińskie. Wiosną na polanie zakwitają krokusy.

## Szlaki turystyczne
Główny Szlak Beskidzki, odcinek: Rabka-Zdrój – Tatarów – Maciejowa – Przysłop – Bardo – Jaworzyna Ponicka – Pośrednie – Schronisko PTTK na Starych Wierchach – Groniki – Pudziska – Obidowiec – Rozdziele – Turbacz. Odległość 16,7 km, suma podejść 970 m, suma zejść 220 m, czas przejścia 5 godz. 35 min, z powrotem 4 godz. 50 min.
- czas przejścia ze Starych Wierchów na Obidowiec 40 min (↓ 30 min)
- czas przejścia z Turbacza 1:15 godz. (w drugą stronę 1:30 godz.)

 Koninki – Tobołów – Suhora – Obidowiec. Odległość 4,1 km, suma podejść 410 m, suma zejść 40 m, czas przejścia 1 godz 50 min, z powrotem 1 godz 10 min.